# 美原北インターチェンジ
美原北インターチェンジ（みはらきたインターチェンジ）は、大阪府堺市美原区にある、阪和自動車道のインターチェンジである。堺市街・同市美原区・富田林市などの最寄りインターチェンジとなっている。ハーフインターチェンジとなっており、近畿自動車道・西名阪自動車道方面の入口と近畿自動車道・西名阪自動車道方面からの出口しかない。和歌山方面へは美原南ICを利用することになる。

## 道路
- E26 阪和自動車道（12番）

## 歴史
- 1989年3月29日 : 松原IC-美原北IC間開通に伴い供用開始。

## 接続する道路
- 直接接続
  - 大阪府道36号泉大津美原線
- 間接接続
  - 国道309号

## 料金所

### 入口
- レーン数 : 2
  - ETC専用 : 1
  - 一般 : 1

### 出口
- レーン数 : 2
  - ETC専用 : 1
  - 一般 : 1

## 隣
E26 阪和自動車道
(10)松原JCT - (11)松原IC - (12)美原北IC - (12-1)美原JCT